# Стокгольмский университет искусств
Стокгольмский университет искусств (швед. Stockholms konstnärliga högskola, SKH) — высшее учебное заведение в Стокгольме, столице Швеции, предоставляющее образование в области исполнительских искусств: кино, театра, оперы, танца и цирка, созданное 1 января 2014 года при слиянии Стокгольмской академии драматического искусства, Школы танца и цирка и Оперного колледжа.

## История

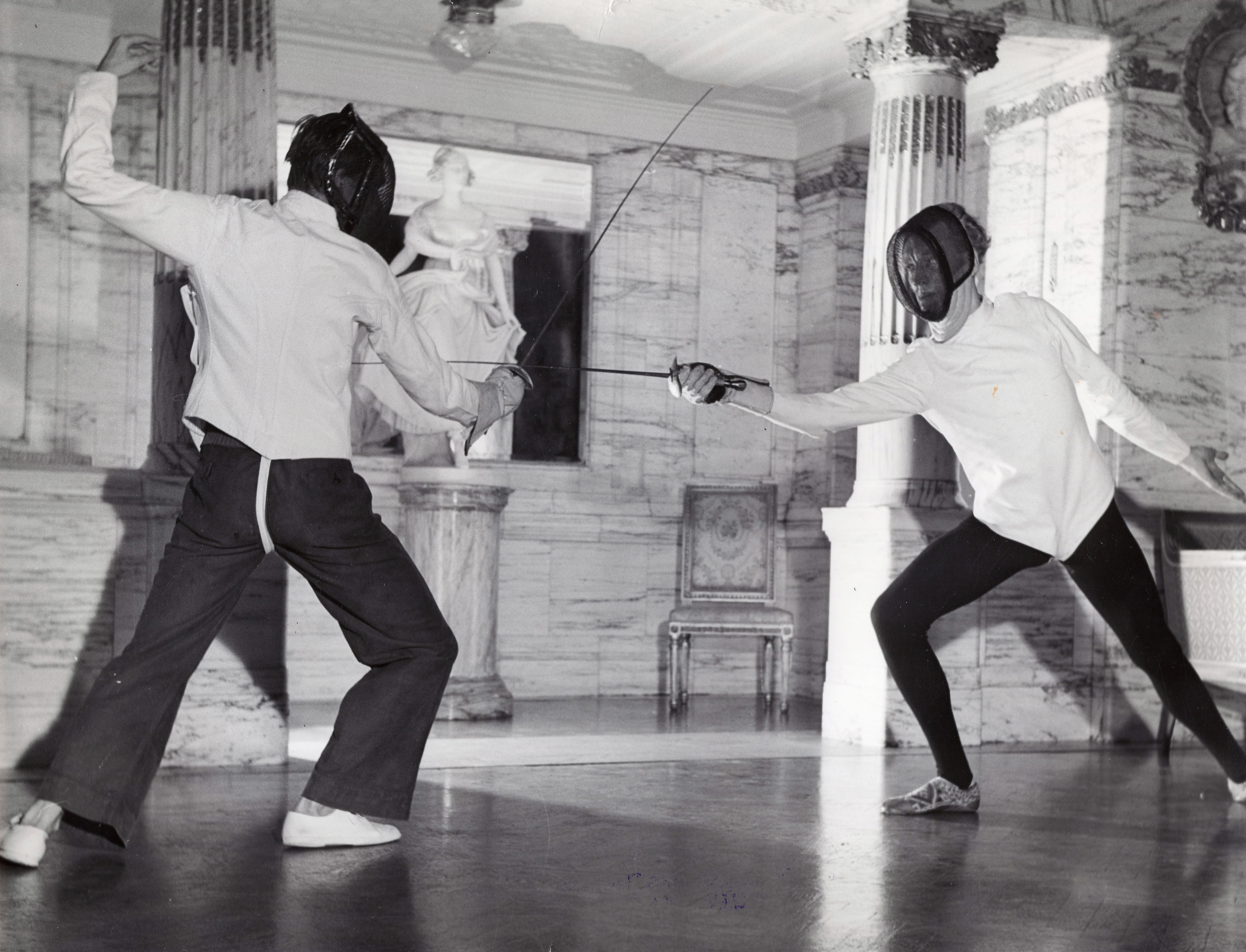
Макс фон Сюдов, справа, фехтует с Страндберг, Ян-Улоф в 1949/50 учебном году. В Театральная школа при Драматене при Драматен фехтование всегда входило в учебную программу. Фото: Йильсетер, Свен

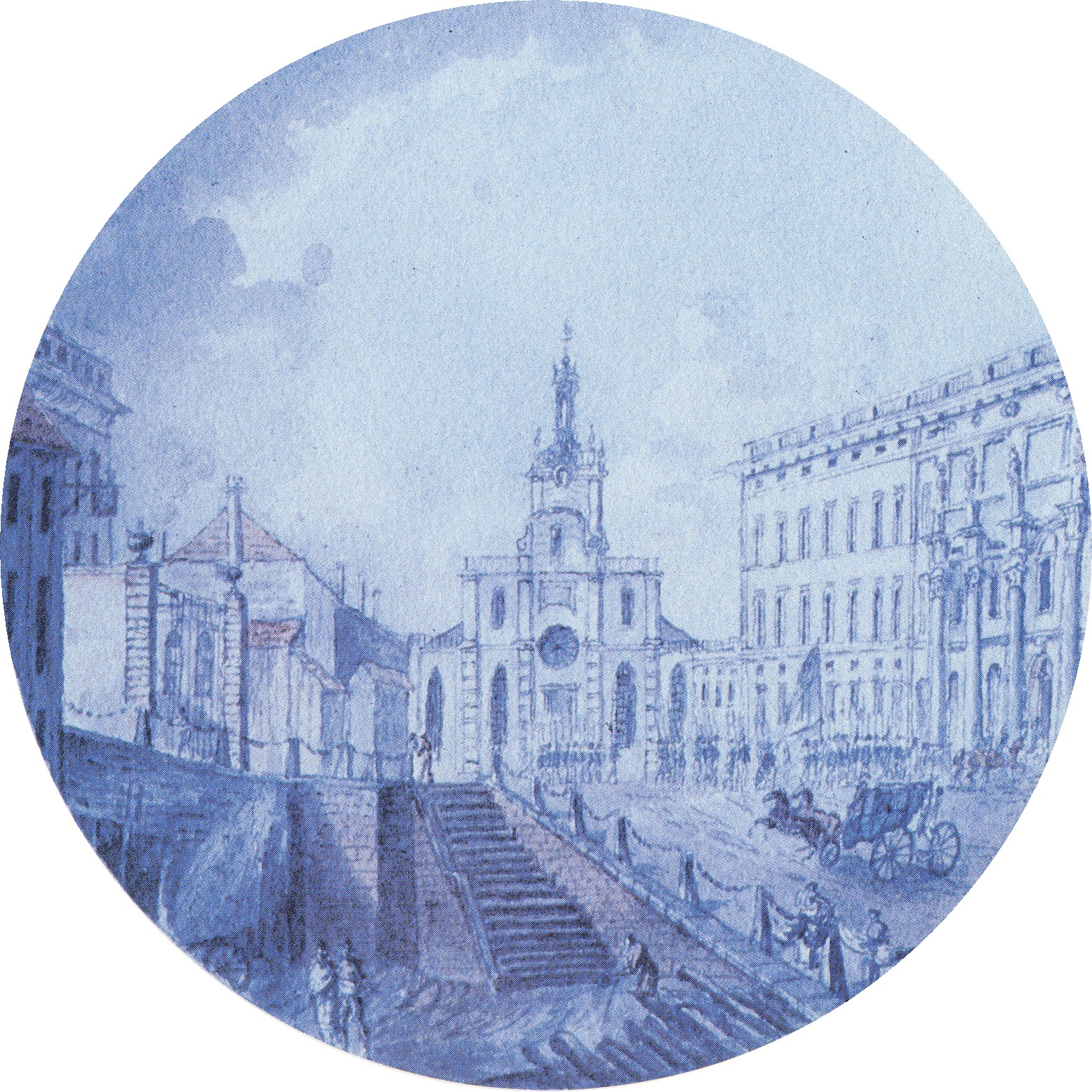
В здании театра Больхусет (слева), устроенном в зале для игры в мяч, который был построен в 1627 году, на улице Слоттсбаккен в Гамла стане (Старом городе) проходило первое в Швеции обучение исполнительскому искусству, ставшее основой для современного SKH. Справа налево: Королевский дворец, Стурчюркан (Большая церковь), театр Больхусет и дворец Тессина. Рисунок Хеланд, Мартин Рудольф, 1780-е годы

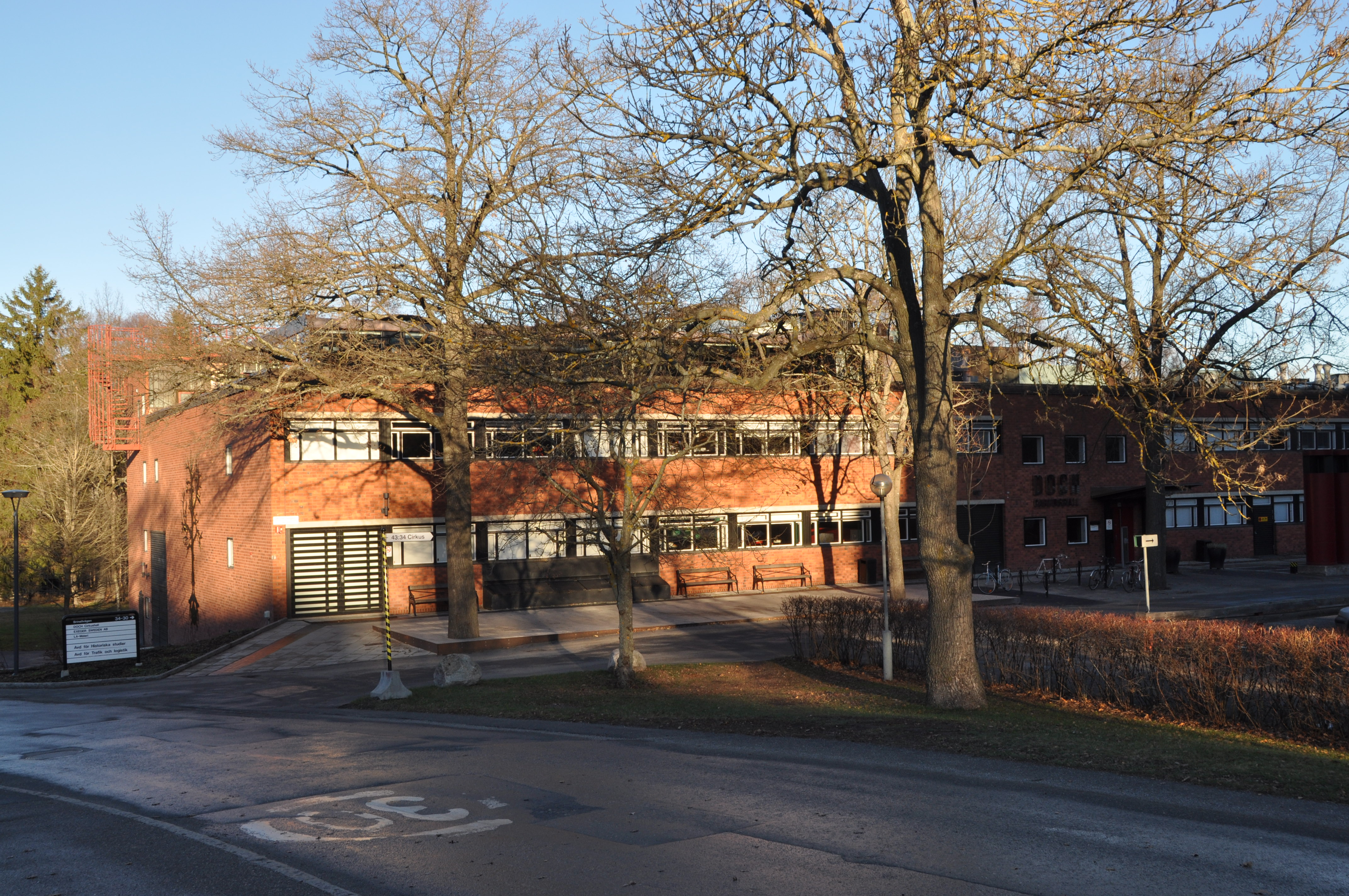
Здание SKH, где проходит обучение цирковому искусству

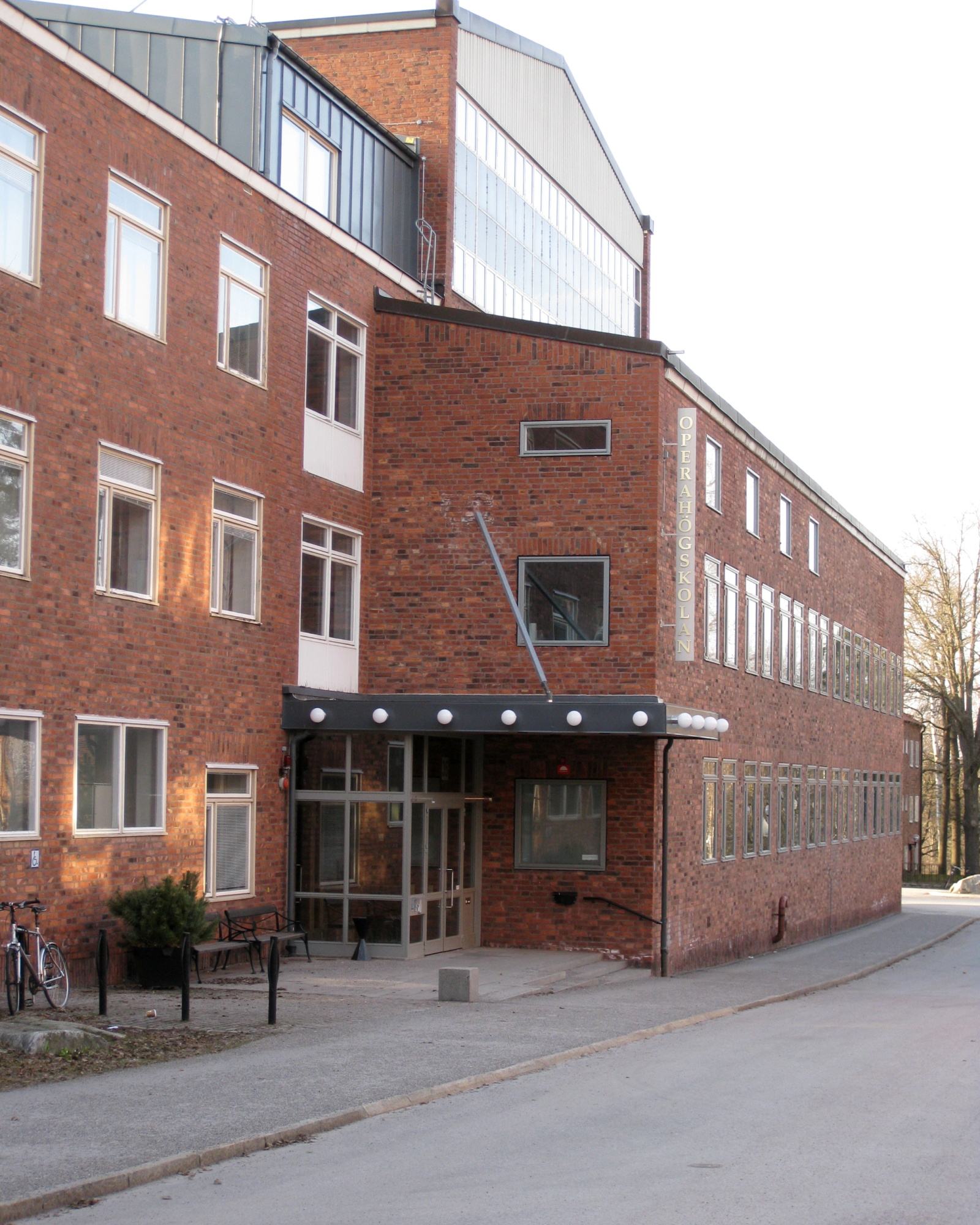
Здание SKH, где проходит обучение оперному искусству

При короле Густаве III основаны Королевская опера в 1773 году и Королевский драматический театр (Драматен) в 1787 году. С момента основания действовала Театральная школа при Драматене (Dramatens elevskola). Преподавание оперы попеременно проводилось в Опере и консерватории Музыкальной академии, а с 1942 года обе организации сотрудничали в рамках общего оперного класса.
В 1963 году в Музыкальной академии основан экспериментальный двухгодичный Хореографический институт (Koreografiska Institutet). В следующем году начато обучение танцовщиков педагогике. В 1966 открыта программа по пантомиме.
В 1964 году Шведский институт кино открыл киношколу (Filmskolan) в Сундбюберге, где обучали кинорежиссуре. Первым лектором стал Ингмар Бергман.
Затем учебные заведения стали независимыми в системе государственного образования. В 1964 году Театральная школа при Драматене была расформирована, как и другие театральные школы в стране и основана Государственная школа сценического искусства (Statens skola för scenisk utbildning, чаще называемая Scenskolan). В 1968 году консерватория Музыкальной академии была расформирована и основана Государственная оперная школа (Statens musikdramatiska skola). В 1970 году Хореографический институт Музыкальной академии был расформирован и основана Государственная школа танца (Statens dansskola). В 1970 году киношкола была закрыта и основан Драматический институт (Dramatiska Institutet), который предоставлял образование в области телевидения, кино, радио и театра.
В 1977 году проведена реформа высшего образования, все университеты и профильные вузы были включены в единую систему и приведены к единой форме (högskola).
Первоначально предполагалось объединить высшее образование в области искусств в Стокгольме в единую организацию, однако после крупных протестов сохранены независимые учреждения. Драматический институт сохранил название. Школа танца изменила название на Danshögskolan. Театральные школы в Гётеборге и Лунде стали частью Гётеборгского и Лундского университета соответственно, а в Стокгольме создана первая независимая театральная школа — Стокгольмская школа сценического искусства (Scenskolan i Stockholm). Таким же образом создана Стокгольмская оперная школа (Musikdramatiska skolan i Stockholm). Позднее, в 1980-е годы они получили названия Театральная школа (Teaterhögskolan) и Оперный колледж (Operahögskolan).
Швеция присоединилась к международному Болонскому процессу и следующей реформой стал переход на двухуровневую систему высшего образования, включающую бакалавриат и магистратуру.
Трёхлетняя бакалаврская программа «Цирковое искусство» открыта в Школе танцев в 2006 году преподавателями из России. Ручной эквилибр преподаёт бывший артист-эквилибрист и акробат Александр Гаврилов. В 2010 году Школа танца переименована в Школу танца и цирка (Dans- och cirkushögskolan, DOCH).
В 2011 году Драматический институт и Театральная школа объединились с созданием Стокгольмской академии драматического искусства (Stockholms dramatiska högskola, StDH).
В 2014 году образована Стокгольмская академия искусств, когда Стокгольмская академия драматического искусства, Школа танца и цирка и Оперный колледж объединились в единую организацию.
В 2016 году Стокгольмская академия искусств получила право присуждать докторскую степень.
С 2018 года издаётся электронный журнал VIS – Nordic Journal for Artistic Research.
На весну 2026 года запланировано строительство нового здания, в которое переедет Стокгольмский университет искусств, в районе Слактхусомродет, бывшей промышленной территории, реновация которой ведётся. Открытие запланировано на лето 2030 года.